# Crambe strigosa
Crambe strigosa L'Hér., es una especie de planta perteneciente a la familia de las brasicáceas. 

## Distribución geográfica
Crambe strigosa es  un endemismo de las Islas Canarias.

## Descripción
Dentro del género pertenece al grupo de especies con hojas enteras. Se diferencia de otras especies en que las hojas, menores de 20 cm, son ásperas, pecioladas y con bordes dentados, siendo los dientes romos. Los tallos son más o menos lisos.

## Taxonomía
Crambe strigosa fue descrita por Charles Louis L'Héritier de Brutelle y publicado en Stirpes Novae aut Minus Cognitae 151. 1791.
Etimología
Crambe: nombre genérico que deriva  del latín crambe, y del griego κράμβη , "una especie de col".
strigosa: epíteto que procede del latín strigosus, que significa delgado. 
sinonimia
- Myagrum arborescens Jacq.	[4]

## Nombre común
Se conoce como "col de risco".